# Świnia brodawkowata
Świnia brodawkowata (Sus verrucosus) – gatunek ssaka z rodziny świniowatych (Suidae).

## Charakterystyka
- Długość ciała: 90–190 cm
- Wysokość: 70–90 cm
- Waga: 35–150 kg
- Długość życia: około 14 lat
- Długość ciąży: około 4 miesiące
- Liczba młodych: 3–9

Gatunek ten posiada sierść, której barwa może się wahać od czerwono-żółtej do czarnej, z wyróżniającym się żółtym podbrzuszem. U prosiąt występują bardzo słabe paski, które zanikają krótko po urodzeniu. Zwierzęta te mają wydłużone nogi, posiadają też długi, czubaty ogon. Samce są znacznie cięższe od samic.

## Występowanie
Świnia brodawkowata występuje tylko na Jawie i okolicznych wyspach. Jest uważana za gatunek zagrożony wyginięciem z powodu polowań w przeszłości i tępienia jej jako szkodnika.

## Tryb życia
Świnie brodawkowate żyją przeważnie w stadach, choć dorosłe samce są zwykle samotne. Zwierzęta te prowadzą raczej wieczorny lub nocny tryb życia. Są wszystkożerne, żywią się głównie owocami, korzeniami, małymi zwierzętami i padliną.